# فرانكلين كوفي
فرانكلين كوفي (بالإنجليزية: FranklinCovey)‏ ، هي شركة تعنى بالتعليم والتدريب والطباعة، أنشئت عام 1997م، وتقع مقرها في مدينة ويست فالي سيتي الأمريكية.

## أهدافها
تهدف فرانكلين كوفي وهي السعي وراء التميز والبحث عن الأفضل في المجالات، وكان لها العمل مع الشركات والمنظمات العالمية سعت على اختيار المفهوم للتميز.

## وصلات خارجية
- FranklinCovey home page
- FranklinCovey history at Funding Universe
- FranklinCovey Software – Software for individuals and Businesses featuring the FranklinCovey Planning System